# Cantharellaceae
 (février 2012).
Si vous disposez d'ouvrages ou d'articles de référence ou si vous connaissez des sites web de qualité traitant du thème abordé ici, merci de compléter l'article en donnant les références utiles à sa vérifiabilité et en les liant à la section « Notes et références ».
 (février 2012).
Famille
Les Cantharellacées (Cantharellaceae) sont une famille de champignons de l'ordre des Cantharellales. Cette famille est constituée de cinq genres dont deux sont particulièrement connus : les Chanterelles (genre Cantharellus) et les Craterelles (genre Craterellus).

## Description
Les Cantharellacées se caractérisent par leur forme en coupe à boire (grec Kantharos) et par un hyménium. Chez les chanterelles, l'hyménium se présente sous forme de simples plis, et chez les craterelles cette surface est quasiment lisse.
Certains auteurs proposent un sous-genre, les Pseudocraterelles.
Toutes les espèces européennes de la famille des Cantharellacées sont comestibles. Trois autres genres proviennent d'Afrique équatoriale, de Bornéo et  d'Asie équatoriale.

## Taxonomie
La famille des Cantharellaceae a été définie en 1888 par le mycologue allemand Joseph Schröter pour y répertorier les chanterelles. Ces dernières sont alors perçues comme une transition évolutionnaire entre les « primitives » espèces du genre Thelephora qui présentent des hyménophores lisses (surfaces porteuses de spores) et le genre Agaricus, espèces avec hyménophores à lames.
Fries répartit les Cantharellacées en deux genres, parfois considérés comme sous-genre : 
- Cantharellus, à hyménium tapissant des lamelles rudimentaires à arête obtuse, avec C. cibarius, friesii, C. infundibuliformis, C. tubaeformis, etc.
- Craterellus, à surface fertile costée ou veinée, avec C. lutescens, C. cornucopioides, C. sinuosus, C. crispus, etc.

En 1903, le mycologue français René Maire propose un nouveau système de classification basé sur la présence de basides disposées longitudinalement, une caractéristique des Cantharellaceae qui les reliait à la famille Hydnaceae et à Clavulinaceae. Cela conduit Ernst Gäumann à inclure le genre Hydnum (les champignons à picots) dans les Cantharellaceae.
Dans son enquête de 1964 sur les familles fongiques, le mycologue néerlandais Donk circonscrit les Cantharellaceae aux seules espèces des genres Cantharellus et Craterellus, avec quelques espèces tropicales associées proches. Cette analyse a été largement acceptée.
La recherche moléculaire basée sur l'analyse cladistique de séquences d'ADN confirme la circonscription des Cantharellaceae de Donk, bien que des genres plus petits ne soient pas encore séquencés. Selon un ouvrage de référence de 2008, la famille contient 5 genres et plus de 90 espèces à travers le monde.

### Modification de la taxonomie
En 2002, une étude phylogénétique suggère de classer les variétés lutescens et tubaeformis dans le genre Craterellus.

## Liste des genres et description
Le nombre de genres varie selon les sources. Selon NCBI (8 septembre 2023), il n'y a que quatre genres (Cantharellus, Craterellus, Pterygellus et Neoburgoa. Cette famille est constituée des cinq genres et sous-genres suivants dont deux genres, Cantharellus et  Craterellus sont encore en 2019 les deux genres les plus connus et importants:

### Cantharellusou Chanterelle

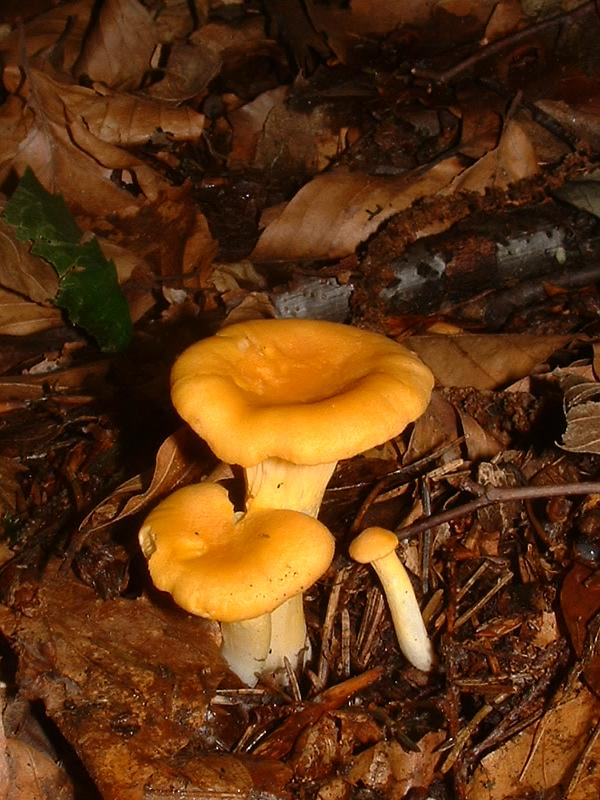
Les Girolles sont dans la famille des Cantharellacées

Au moins 70 espèces de chanterelles ont été décrites et publiées. On trouve en Europe une douzaine d'espèces dont deux méditerranéennes (Espagne) et quelques-unes spécifiques (Norvège). En Amérique du Nord, on connaît une douzaine d'espèces proches des espèces européennes, mais morphogénétiquement différentes, ainsi que quelques espèces originales sur la côte du Pacifique. En Amérique centrale, deux espèces et en Amérique du Sud une dizaine d'espèces sont connues. On trouve aussi des espèces spécifiques à la Nouvelle-Calédonie, à la Guyane anglaise et en Tanzanie ainsi que six espèces qui sont décrites en Nouvelle-Zélande. Enfin, on trouve une douzaine d'espèces en Afrique équatoriale. On trouve Cantharellus rufopunctatus et Cantharellus pseudofriesii en Afrique de l'Ouest et Cantharellus floridulus au Ghana. Divers anciens taxons et synonymes ne sont plus utilisés.

### Craterellusou Craterelle
Il y a 70 espèces de ce genre, dont trois fort connues dans l'hémisphère nord : les trompettes de la mort et les chanterelles jaune et grise. Certaines[Lesquelles ?] sont plus spécifiques de certaines régions américaines comme la  région des Grands Lacs, les Montagnes rocheuses et la Caroline du Nord. La Craterelle dorée se trouve en Asie et dans le Pacifique, d'autres espèces[Lesquelles ?] se trouvent en Guyane.[réf. nécessaire]

#### Exemple
- Craterellus cornucopioides

### Pseudocraterellusou Pseudo-craterelles

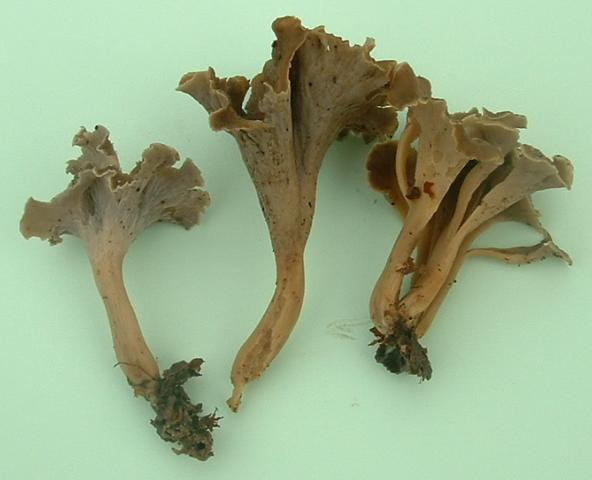
Pseudocraerellus sinuosus, Chanterelle sinueuse, peut se trouver dans les forêts d'Europe Nord

Le genre Pseudocraterellus comporte une dizaine d'espèces, dont une[Laquelle ?] en Europe.[réf. nécessaire]

#### Exemple
- Pseudocraterellus undulatus

### Goossensia
Le genre contient une seule espèce découverte en République du Congo.[réf. nécessaire]
- Goossensia cibarioides (Heinemann 1958[10][réf. incomplète])

### Parastereopsis
Le genre contient une espèce décrite en 1976 et découverte à Bornéo.
- Parastereopsis borneensis (E.J.H. Corner in 1976[12][réf. incomplète])

### Pterygellus
Le genre Pterygellus présente cinq espèces décrites en 1966 et vivant en Asie tropicale
- Pterygellus armeniacus (E.J.H. Corner, 1966[14][réf. incomplète])
- Pterygellus cymatodermoides, (D.A. Reid, K.S. Thind & Adlakha 1958[15][réf. incomplète])
- Pterygellus funalis
- Pterygellus polymorphus
- Pterygellus spiculosus